# CASA

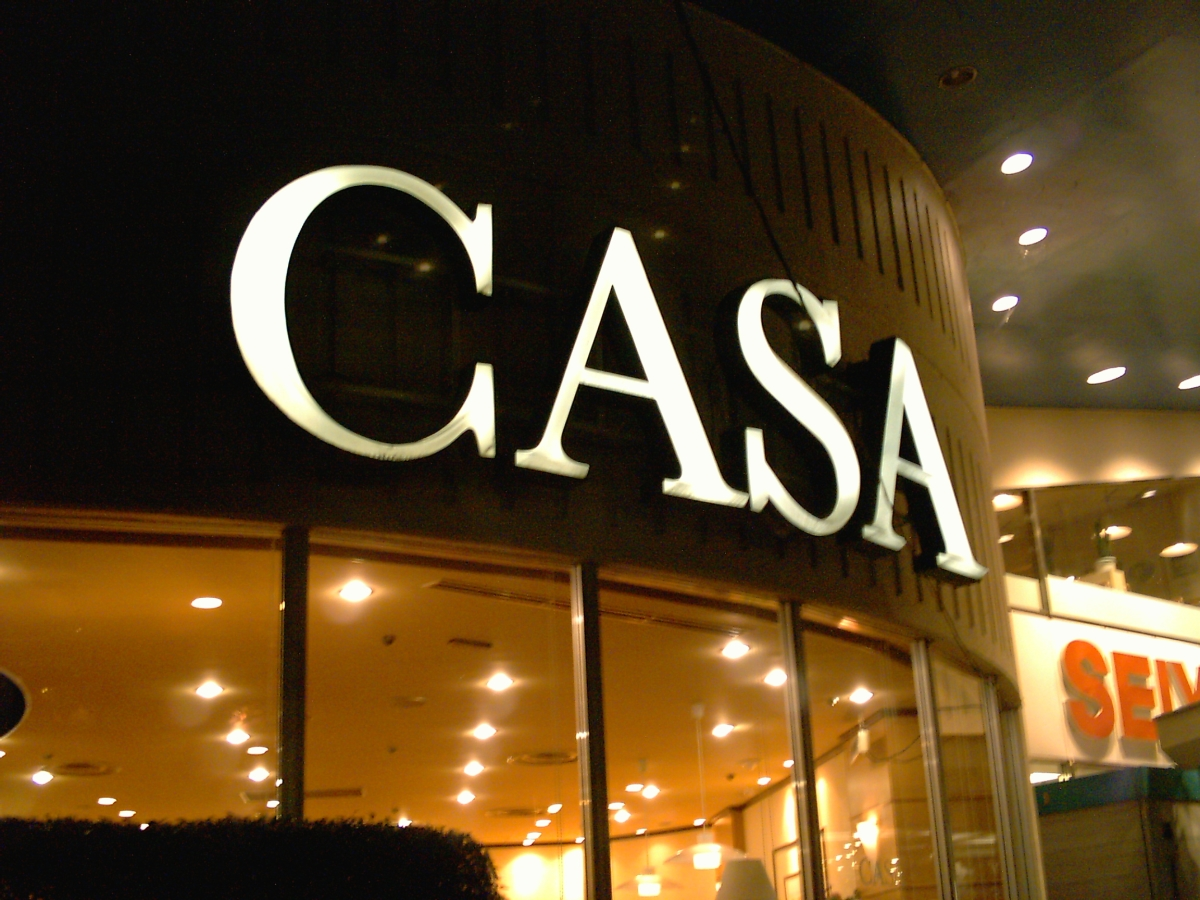
CASA・西友河辺店
ビルイン型店舗

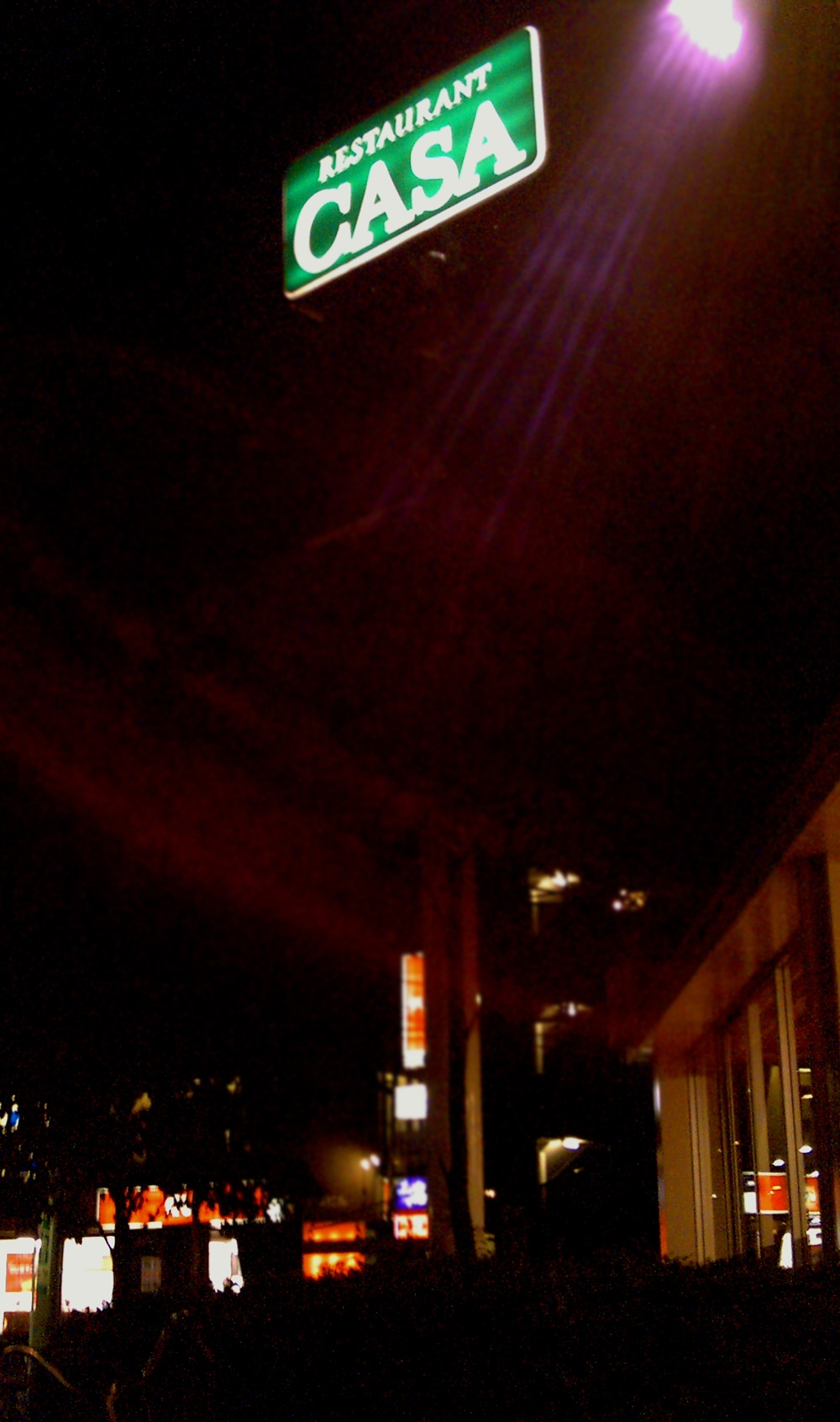
CASA・西友河辺店の看板

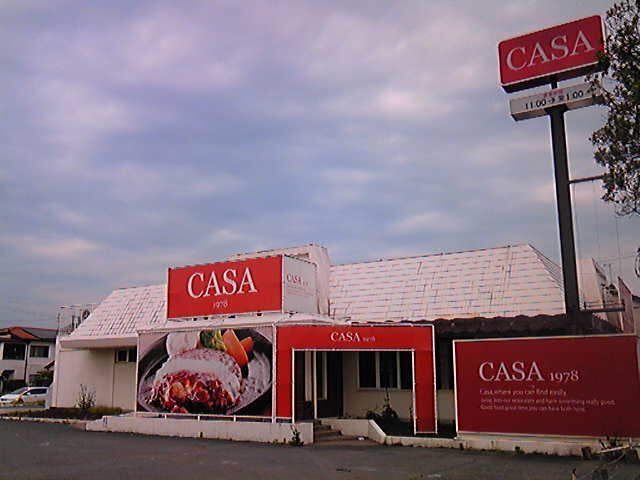
CASA・山鹿店（2014年）
ロードサイド型店舗
※グルッペから転換した店舗

CASA（カーサ）は、セゾングループの株式会社西洋フードシステムズ（旧社名：株式会社レストラン西武）が運営していたファミリーレストランである。西友の店舗や、西友が展開していた百貨店業態（のちのLIVIN）、西武百貨店の店舗を中心に出店していた。店名の "casa" はスペイン語・イタリア語で「家」を意味する。
西洋フードシステムズはセゾングループ中核5社の1社であったが、グループ解体に伴いコンパス・グループ傘下入りし、西洋フード・コンパスグループおよび同社から分社した西洋レストランシステムズ株式会社の運営となった。
本項では、西洋フードシステムズおよび西洋レストランシステムズが運営していた、他の業態についても触れる。

## 歴史
ファミリーレストラン部門のCASA（カーサ）は、西洋フードシステムズの中核事業である。1983年からレストラン西武へ出向し同社社長に就任していた和田繁明が「CASA」を立ち上げた。1989年には西洋フードシステムズに社名変更した。
1980年代から1990年代にかけて、すかいらーく、デニーズ、ロイヤルホストに並んで多店舗展開を進め、一時は北海道から九州までの全国に200余店舗を有していた。店舗出入口付近に10メートル程度のモミの木を配して夜間にイルミネーションを点灯し、近所の主婦を対象に料理教室を開催するなど地域に密着して営業した。
バブル崩壊後に消費が低迷した時期、同業のすかいらーくは「ガスト」など低価格帯の新業態を展開するが、西洋フードシステムズは1991年に寿屋系列のレストラン「グルッペ」を買収し、「CASA」を刷新するため「町の洋食屋さん」をコンセプトとする新メニューを提供した。しかし全体の業績は改善されずに不採算店舗を閉店し、他社レストランのびっくりドンキーへフランチャイズとして加盟してフランチャイジーとしての可能性も模索した。注文時に用いるハンディターミナルの導入は1990年以降と競合他社よりも遅くなった。
2001年に「CASA」を大規模に業態転換した「キッチンデミグラ」と中華レストラン「フーチン」の低価格レストランチェーンの計画を発表し、数店舗を改装して新装開店させたが、新業態計画はのちに中断した。
2002年1月にはイギリスのコンパスグループによりセゾングループから買収される。西洋フードシステムズは、多業態総合外食企業として様々に展開してきた事業軸を見直し、コントラクト事業とコンセッション事業へ経営資源を集中し事業の再構築を図る経営方針を打ち出す。その推進のため、慢性的に不振が継続していた「CASA」の郊外型ロードサイド店舗のうち関東・関西を中心に120店舗を、2002年にココスジャパンへ48億円で売却。子会社の「西洋フードシステムズ九州」が運営している九州エリアでは、全ての店舗が「居食処 博多五風」への業態転換を行い、2003年8月までに九州の「CASA」店舗は無くなった。こうして、2002年2月には188あったCASAの店舗は、売却と業態転換などにより僅か1年で32店まで激減している。
2007年8月には主に百貨店以外で営業する残った「CASA」の大部分や、居酒屋「藩」「居食処 博多五風」「京らーめん 糸ぐるま」などの約120店舗を「西洋レストランシステムズ」に分社化し
、モルガン・スタンレー証券とオフィス井上に売却、後に居酒屋チェーン大手の「川中商事」（後のアンドモワ）に売却された。
2012年8月の時点では、首都圏を中心に西洋フード・コンパスグループ株式会社（2007年に西洋フードシステムズより商号変更）が9店舗、西洋レストランシステムズ株式会社が11店舗を展開していたが、2012年8月31日をもって西洋フード・コンパスグループ株式会社と西洋レストランシステムズ株式会社は資本提携関係を解消した。
この後、西洋フード・コンパスグループ直営の「CASA」は「CASA Grande（カーサ グランデ）」に店舗名を変え、見た目がほぼ同じでも「CASA」と「CASA Grande」で運営企業が異なる状況となる。
九州・山口地方のロードサイド店舗は「博多五風」、その後「肉だら家」に業態転換したが、ユッケ集団食中毒事件による焼肉屋の業績不振の影響で2011年に再び「CASA」に業態を転じ、2014年に全店舗撤退した。
2019年8月に、西洋フード・コンパスグループの事業再編が行われ、商業施設内テナント店舗から全面撤退が決まり、百貨店などに出店していた「CASA Grande」は、全て閉店となった。これにより「CASA」の屋号を持つ店舗は、西友河辺店、西友ひばりヶ丘店、西友浦安店、つくばエポカル店の首都圏4店舗を残すのみとなる。
2021年10月、西洋レストランシステムズの親会社のアンドモワが事業を停止、残された「CASA」店舗も全店閉店となる。
その後アンドモワは、2022年4月6日に破産手続開始決定を受けた。

## 西洋フード・コンパスグループが運営していた店舗
CASA Grande
- 西武福井店（2019年8月末に閉店）[19]
- 西武大津店（2019年8月26日に閉店）[20]
- 西武東戸塚店（2019年8月18日に閉店）[21]
- そごう大宮店（2019年8月頃に閉店）[12]
- 西武所沢店（2019年5月以前に閉店）[22]
- 西武高槻店（2019年5月12日に閉店）[23]
- 西武船橋店（2018年2月28日に西武船橋店と共に閉店）
- 西武八尾店（2017年2月28日に西武八尾店と共に閉店）
- そごう柏店（2016年9月30日にそごう柏店と共に閉店）[24]
- そごう広島店（2013年2月以前に閉店）[25][26]

ダイニング CASA
- 海老名SA店（2011年2月7日に閉店）[27]

グランヴューCASA
- 海ほたるPA店（2012年10月24日に閉店）[28]

CASA
- 西武池袋本店（2011年1月10日に閉店）[29]
- 札幌ロフト店（2009年9月末に西武札幌店と共に閉店）
- 上野メトロピア店（2008年6月頃に閉店）[30]
- 新大阪店（2006年4月28日に閉店）[31]
- 日本橋浜町店（2006年3月頃に閉店）[32]

## 西洋レストランシステムズ→アンドモワが運営していた店舗
CASA - ファミリーレストラン
- つくばエポカル店（ホテルつくばエポカル）（2021年7月以前に閉店）[33]
- ひばりヶ丘西友店（2020年4月に緊急事態宣言発令に伴い休止[34]。そのまま再開することなく閉店[35]）
- 浦安西友店（2021年1月以前に閉店）[36]
- 河辺西友店（2020年8月上旬に閉店）[37]
- 東大和BIGBOX店（2019年3月23日に閉店）[38]
- 高崎スズラン店（スズラン百貨店）（2018年9月19日に閉店）[39]
- 新大久保店（2015年7月17日に閉店）[40]
- 鹿屋店（2014年10月以前に閉店）[41]

《CASA → 2004年頃・博多五風 → 2011/03/25・肉だら家 → 2012/02/27・CASA》
- 山鹿店（2014年7月以前に閉店）[42]

《CASA → 2002年頃・博多五風 → 2011/02/28・肉だら家 → 2011/11/01・CASA》
- 薩摩川内店（2013年4月以前に閉店）[43]

《CASA → 2002年頃・博多五風 → 2010/12/13・肉だら家 → 2011/10/25・CASA》
- 延岡店

《CASA → 2003年頃・博多五風 → 2011/03/28・肉だら家 → 2011/11/15・CASA》
- 伊万里店（2012年11月以前に閉店）[44]

《CASA → 2002年頃・博多五風 → 2011/02/25・肉だら家 → 2011/09/27・CASA》
- 山口小郡店（2012年9月2日に閉店）[45]

《CASA → 2004年頃・博多五風 → 2011/01/27・肉だら家 → 2011/12/13・CASA》
- 中津店（2012年9月2日に閉店）[46]

《CASA → 2002年頃・博多五風 → 2010/04/22・肉だら家 → 2011/11/29・CASA》
- サンシャイン店（2012年9月2日に閉店）[47]
- 東京オペラシティ店（2012年2月10日に閉店）[48]
- 御徒町店（2010年1月から2010年6月の間に閉店）[49][50]

藩（はん）- 居酒屋
- 麹町店
- 銀座インズ店
- 東銀座店
- 東京オペラシティ店
- 田町ピアタ店
- 品川東口店
- 赤羽ビビオ店
- ひばりが丘パルコ店
- 田無アスタ店（LIVIN）
- 上大岡ウィング店
- 川崎アゼリア店
- 尼崎アミング店
- 札幌大丸店

京らーめん 糸ぐるま - 京風ラーメン
- LIVINオズ大泉店
- ひばりが丘パルコ店
- 関内マリナード店（横浜マリナード地下街）
- 川崎アゼリア店
- 大船西友店
- 浦安西友店
- 盛岡川徳店（川徳ショッピングセンター）
- 高崎スズラン店（スズラン百貨店）
- 甲府エクラン店
- 清水西友店
- マリエとやま店

中国麺家 - 中華料理
- お茶の水店（新御茶の水サンクレール）
- 大崎ニューシティ店
- 八王子ターミナルビル店
- 川崎アゼリア店
- 浦和コルソ店
- 津田沼パルコ店
- 水戸エクセル店

小吃坊（しょうちぼう）- 中華料理
- 甲府エクラン店
- 高崎スズラン店（スズラン百貨店）

過去には川崎アゼリアにも出店していた。
- ams西武仙台店

炭家米蔵 - 釜飯
- ビナウォーク海老名店
- モナ新浦安店

パスタベラ - イタリア料理
- お茶の水店（新お茶の水サンクレール）
- 水戸エクセル店

食通天 - 中華料理
- ひばりが丘パルコ店

信濃 - 蕎麦
- 高崎スズラン店（スズラン百貨店）

スナックイン - 立ち食い蕎麦・焼きそば
- スナックイン池袋駅店（西武池袋線池袋駅地下改札内）[51]

駅コンコース（地上階・地下1階）全面改良工事に伴い、2014年4月末をもって閉店。

## ココスに転換した店舗
2002年に売却した120店のうち105店がココスに業態転換している。その中で転換を確認できた104店舗について記載。
宮城県 (2店舗)
| - 仙台長町店（仙台市） | - 仙台八木山店（仙台市） |  |  |

栃木県 (4店舗)
| - 宇都宮不動前店（宇都宮市） | - 宇都宮大曽店（宇都宮市） | - 宇都宮駅東店（宇都宮市） | - 小山店（小山市） |

茨城県 (3店舗)
| - 土浦店（土浦市） | - 谷和原店（筑波郡） | - 茨城境町店（猿島郡） |  |

埼玉県 (16店舗)
| - 新所沢店（所沢市） - 所沢中央店（所沢市） - 所沢林店（所沢市） - 坂戸店（坂戸市） | - 飯能店（飯能市） - 狭山台店（狭山市） - 川越的場店（川越市） - 三郷店（三郷市） | - 浦和店（さいたま市） - 大宮赤芝店（さいたま市） - 春日部大枝店（春日部市） - 桶川朝日店（桶川市） | - 深谷店（深谷市） - 鴻巣店（鴻巣市） - 草加松原店（草加市） - 上戸田店（戸田市） |

東京都 (12店舗)
| - 南大泉店（練馬区） - 上板橋店（板橋区） - 南長崎店（豊島区） | - 昭島店（昭島市） - 三鷹上連雀店（三鷹市） - 小平店（小平市） | - 稲城店（稲城市） - 永山店（多摩市） - 町田木曽店（町田市） | - 八王子めじろ台店（八王子市） - 八王子越野店（八王子市） - 八王子宇津木店（八王子市） |

千葉県 (13店舗)
| - 千葉貝塚店（千葉市） - 千葉おゆみ野店（千葉市） - 千葉青葉の森公園店（千葉市） - 成田店（成田市） | - 浦安店（浦安市） - 芝山店（船橋市） - 習志野大久保店（習志野市） | - 常盤平店（松戸市） - 松戸馬橋店（松戸市） - 松戸六高台店（松戸市） | - 市川国分店（市川市） - 我孫子店（我孫子市） - 柏豊四季店（柏市） |

神奈川県 (17店舗)
| - 金沢文庫店（横浜市） - 横浜上白根店（横浜市） - 横浜白山店（横浜市） - 港北ニュータウン店（横浜市） - 戸塚立場店（横浜市） | - 戸塚名瀬店（横浜市） - 戸塚中央店（横浜市） - 東戸塚店（横浜市） - 横須賀佐原店（横須賀市） | - 三浦海岸店（三浦市） - 伊勢原店（伊勢原市） - 藤沢弥勒寺店（藤沢市） - 藤沢大庭店（藤沢市） | - 秦野店（秦野市） - 茅ヶ崎松が丘店（茅ヶ崎市） - 茅ヶ崎町屋店（茅ヶ崎市） - 大井松田店（足柄上郡） |

静岡県 (5店舗)
| - 静岡東名インター店（静岡市） - 静岡大岩本町店（静岡市） | - 伊豆韮山店（田方郡） | - 三島富田町店（三島市） | - 御殿場店（御殿場市） |

愛知県 (2店舗)
| - 鳴海店（名古屋市） | - 名東よもぎ台店（名古屋市） |  |  |

京都府 (1店舗)
| - 京都梅津店（京都市） |

奈良県 (2店舗)
| - 橿原神宮店（橿原市） | - 奈良東生駒店（生駒市） |  |  |

和歌山県 (2店舗)
| - 紀ノ川店（和歌山市） | - 和歌山店（和歌山市） |  |  |

大阪府 (17店舗)
| - 東淀川店（大阪市） - 城東今福店（大阪市） - 今川店（大阪市） - 平野長原店（大阪市） - 寝屋川店（寝屋川市） | - 泉北泉ヶ丘店（堺市） - 堺浅香山店（堺市） - 堺白鷺店（堺市） - 高槻庄所店（高槻市） | - 茨木鮎川店（茨木市） - 茨木沢良宜店（茨木市） - 八尾高美店（八尾市） - 八尾宮町店（八尾市） | - 東大阪吉田店（東大阪市） - 泉大津店（泉大津市） - 箕面小野原店（箕面市） - 吹田江坂店（吹田市） |

兵庫県 (8店舗)
| - 神戸垂水店（神戸市） - 神戸高丸店（神戸市） | - 神戸名谷店（神戸市） - 西神ニュータウン店（神戸市） | - 西宮鳴尾店（西宮市） - 尼崎東難波店（尼崎市） | - 伊丹池尻店（伊丹市） - 加古川店（加古川市） |